# Phlogophora ischnogramma
Phlogophora ischnogramma är en fjärilsart som beskrevs av Louis Beethoven Prout 1928. Phlogophora ischnogramma ingår i släktet Phlogophora och familjen nattflyn. Inga underarter finns listade i Catalogue of Life.